# Popit
Popit je priimek več znanih Slovencev:
- France Popit (1921—2013), partizan, politik
- Ilja Popit (1945—2023), novinar
- Tomi Popit, bas kitarist
- Tomislav Popit, geolog